# Biała Orda
Biała Orda (kaz. Ақ Орда/Aq Orda, tat. Ак Урда/Aq Urda, tur. Ak Ordu/Orda) – feudalne państwo mongolskie, powstałe w XIII wieku, założone przez Ordę.
Stanowiła wschodnią część Złotej Ordy.
Zajmowała dorzecze rzeki Syr-daria oraz stepy na północny wschód od Morza Aralskiego, do rzek Iszym i Sari-Su.
Stolicą Białej Ordy było miasto Sygnak.
W 1378 jej odrębność została zlikwidowana i stała się integralną częścią Złotej Ordy.

## Chanowie Białej Ordy
- Orda (ok. 1241 – ok. 1255)
- Kungkiran (ok. 1255 – ok. 1277)
- Kuniczi (ok. 1277 – ok. 1299)
- Bajan (ok. 1299 – ok. 1311)
- Sasi Buka (ok. 1312 – 1320/1321)
- Irzan (1320/1321 – 1344/1345)
- Urus (1361 – 1375)
- Tuktatija (1375)
- Timur Melik (1375 – 1377)
- Tochtamysz (1377 – 1378)